# Anete Jēkabsone-Žogota
Anete Jēkabsone-Žogota, (Riga, Sovjet-Unie, tegenwoordig Letland, 12 augustus 1983) is een voormalig Letse basketbalspeelster.

## Carrière
Jēkabsone-Žogota begon haar carrière bij TTT Riga in 2001. Ze wint het Landskampioenschap van Letland in 2002. In 2002 stapt ze over naar USO Mondeville in Frankrijk. In 2004 verhuisd ze naar CJM Bourges Basket. Met Bourges wint ze het Landskampioenschap van Frankrijk in 2006 en twee keer de Coupe de France in 2005 en 2006 en ook nog de Tournoi de la Fédération in 2006. In 2006 gaat ze naar Dinamo Moskou in Rusland. Met die club wint ze in 2007 de EuroCup Women door in de finale CA Faenza uit Italië te verslaan met 74-61 en 76-56. In 2009 stapt ze over naar Sparta&K Oblast Moskou Vidnoje. In 2010 wonnen ze de finale van de EuroLeague Women van Ros Casares Valencia uit Spanje met 87-80. Ook speelt ze in die tijd in de WNBA bij Connecticut Sun. Voor het seizoen 2011/12 vertrekt ze naar UMMC Jekaterinenburg. Met UMMC wint ze drie keer de dubbel oprij. Ze wint het Landskampioenschap van Rusland en is Bekerwinnaar van Rusland in 2012, 2013 en 2014. Ook won ze EuroLeague Women door in de finale te winnen van Fenerbahçe uit Turkije met 82-56. In 2014 verhuist ze naar Dinamo Koersk. Met Dinamo is ze twee keer de bekerwinnaar van Rusland in 2015 en 2016. Ook speelt ze in die tijd in de WNBA bij Phoenix Mercury waarmee ze de titel wint. In 2016 stopt ze met basketbal.
Met het nationale team van Letland speelt ze op de Olympische Spelen in 2008. Ook speelt ze op het Europees Kampioenschap in 2007, 2009 en 2015.

## Privé
Jēkabsone's vader Andris Jēkabsons is een voormalig basketballer, winnaar van de zilveren medaille op het WK van 1986 met het nationale team van de Sovjet-Unie. Ze heeft een twee jaar oudere broer Sandris.

## Erelijst
- Landskampioen Letland: 1
  - Winnaar: 2002
- Landskampioen Rusland: 3
  - Winnaar: 2012, 2013, 2014
- Bekerwinnaar Rusland: 5
  - Winnaar: 2012, 2013, 2014, 2015, 2016
- Landskampioenschap Frankrijk: 1
  - Winnaar: 2006
- Coupe de France: 2
  - Winnaar: 2005, 2006
- Tournoi de la Fédération: 1
  - Winnaar: 2006
- WNBA: 1
  - Winnaar: 2014
- EuroLeague Women: 2
  - Winnaar: 2010, 2013
- EuroCup Women: 1
  - Winnaar: 2007
- FIBA Europe SuperCup Women: 2
  - Winnaar: 2010, 2013